# 2008년 하계 올림픽 축구 남자 아시아 지역 예선
2008년 하계 올림픽 축구 남자 아시아 지역 예선은 2007년 2월 7일부터 11월 21일까지 진행되었다. 아시아 축구 연맹(AFC)에 소속된 34개 팀이 참가하여 세 장의 2008년 하계 올림픽 축구 남자 본선 출전권을 놓고 경쟁을 벌였다.
1차 예선에서는 낮은 시드를 받은 20개 팀이 홈 앤 어웨이 방식으로 경기를 펼쳐 승리 팀이 2차 예선으로 진출하게 된다. 예선전을 통과한 10개 팀과 시드를 받은 14개 팀이 4개 팀씩 여섯 조로 나뉘어 각 조의 1, 2위 팀만이 최종 예선에 진출하여 다시 네 팀씩 3개 조로 나뉘어 각 조 1위만이 2008년 하계 올림픽 축구 남자 본선에 진출할 수 있는 자격을 얻게 된다.

## 참가 팀
2008년 하계 올림픽 축구 아시아 지역 예선 참가 팀의 시드는 2004년 하계 올림픽 축구 남자 본선 성적, 2004년 하계 올림픽 축구 남자 아시아 지역 예선 성적을 기준으로 하여 배정되었다. 상위 14개 팀은 2차 예선에 직행하며 하위 20개 팀은 1차 예선부터 치른다.
| 2차 예선에 직행하는 14개 팀 - 바레인 - 이란 - 이라크 - 일본 - 쿠웨이트 - 레바논 - 말레이시아 - 조선민주주의인민공화국 - 오만 - 카타르 - 사우디아라비아 - 대한민국 - 시리아 - 아랍에미리트 | 1차 예선부터 참가하는 20개 팀 - 아프가니스탄 - 오스트레일리아 - 방글라데시 - 중화 타이베이 - 홍콩 - 인도 - 인도네시아 - 요르단 - 키르기스스탄 - 몰디브 | - 미얀마 - 파키스탄 - 팔레스타인 - 싱가포르 - 타지키스탄 - 태국 - 투르크메니스탄 - 우즈베키스탄 - 베트남 - 예멘 |  |

## 1차 예선
1차전은 2월 7일에 열렸고, 2차전은 2월 14일에 열렸다. 승리 팀이 2차 예선으로 진출하게 된다. 1차 예선 대진 추첨은 2006년 9월 16일에 말레이시아 쿠알라룸푸르에서 열렸다.
| 팀 1           | 합계               | 팀 2           | 1차전 | 2차전 |
| -------------- | ------------------ | -------------- | ----- | ----- |
| 미얀마         | 2-2 (승부차기 1-4) | 인도           | 1-1   | 1-1   |
| 아프가니스탄   | 0-2                | 베트남         | 취소1 | 0-2   |
| 오스트레일리아 | 12-0               | 중화 타이베이  | 11-0  | 1-0   |
| 방글라데시     | 1-3                | 홍콩           | 0-3   | 1-0   |
| 싱가포르       | 3-5                | 파키스탄       | 1-2   | 2-3   |
| 우즈베키스탄   | 6-1                | 타지키스탄     | 4-1   | 2-0   |
| 팔레스타인     | 2-3                | 예멘           | 1-2   | 1-1   |
| 태국           | 6-1                | 투르크메니스탄 | 1-0   | 5-1   |
| 인도네시아     | 1-0                | 몰디브         | 1-0   | 0-0   |
| 요르단         | 부전승2            | 키르기스스탄   | 취소  | 취소  |

1 베트남과 아프가니스탄의 예선 1차 예선 1차전 경기는 원래 베트남 하노이에서 열릴 예정이었으나 아프가니스탄 대표팀이 재정적 문제로 인해 베트남까지 올 수 없었던 점과 안전 문제로 인하여 취소되었다. FIFA는 해당 경기를 2월 14일에 베트남 하노이에서 단판 승부 형식으로 열기로 결정했다.

2 키르기스스탄이 기권함에 따라 요르단이 부전승으로 2차 예선에 진출했다.
2007년 2월 7일
| 방글라데시     | 0–3  | 홍콩          | 방가반두 국립경기장, 다카             |
| 인도네시아     | 1–0  | 몰디브        | 겔로라 붕 카르노 스타디움, 자카르타   |
| 싱가포르       | 1–2  | 파키스탄      | 잘란브사르 스타디움, 싱가포르         |
| 투르크메니스탄 | 0–1  | 태국          | 아시가바트 올림픽 경기장, 아시가바트  |
| 예멘           | 2–1  | 팔레스타인    | 알리 모흐센 알무라이시 스타디움, 사나 |
| 오스트레일리아 | 11–0 | 중화 타이베이 | 하인드마시 스타디움, 애들레이드       |
| 우즈베키스탄   | 4–1  | 타지키스탄    | 파흐타코르 중앙경기장, 타슈켄트       |
| 미얀마         | 1–1  | 인도          | 투운나 스타디움, 양곤                 |

2007년 2월 14일
| 홍콩          | 0–1                | 방글라데시     | 홍콩대구장, 홍콩                       |
| 베트남        | 2–0                | 아프가니스탄   | 티엔쯔엉 경기장, 남딘                  |
| 몰디브        | 0–0                | 인도네시아     | 라스미 단두 경기장, 말레               |
| 파키스탄      | 3–2                | 싱가포르       | 펀자브 스타디움, 라호르                |
| 태국          | 5–1                | 투르크메니스탄 | 수파찰라사이 경기장, 방콕              |
| 팔레스타인    | 1–1                | 예멘           | 알막툼 스타디움, 두바이 (아랍에미리트) |
| 중화 타이베이 | 0–1                | 오스트레일리아 | 중산 축구장, 타이베이                  |
| 타지키스탄    | 0–2                | 우즈베키스탄   | 파미르 스타디움, 두샨베                |
| 인도          | 1–1 (승부차기 4–1) | 미얀마         | 솔트레이크 스타디움, 콜카타            |

## 2차 예선
경기는 2007년 2월 28일부터 6월 6일까지 진행되었다. 홈 앤 어웨이 방식으로 각 팀당 두 경기씩 치러 상위 두 팀이 최종 예선으로 올라가게 된다.

### 시드 배정
2차 예선 조 추첨은 2006년 9월 16일에 말레이시아 쿠알라룸푸르에서 열렸다. 2차 예선에 진출한 팀들은 2004년 하계 올림픽 축구 남자 본선, 2004년 하계 올림픽 축구 남자 아시아 지역 예선 성적을 기준으로 하여 시드를 배정받았다.
| 포트 1                                          | 포트 2                                                                        | 포트 3                                                              | 포트 4                                          |
| ----------------------------------------------- | ----------------------------------------------------------------------------- | ------------------------------------------------------------------- | ----------------------------------------------- |
| 대한민국 · 일본 · 이라크 · 이란 · 바레인 · 오만 | 쿠웨이트 레바논 말레이시아 사우디아라비아 아랍에미리트 조선민주주의인민공화국 | 카타르 · 시리아 · 오스트레일리아* · 태국* · 우즈베키스탄* · 베트남* | 홍콩* 인도* 인도네시아* 요르단* 파키스탄* 예멘* |

(*) 추첨 당시에는 2차 예선 진출 팀이 결정되지 않았다.

### A조
| 팀       | 승점 | 경기 | 승 | 무 | 패 | 득 | 실 | 차  |
| -------- | ---- | ---- | -- | -- | -- | -- | -- | --- |
| 바레인   | 12   | 6    | 4  | 0  | 2  | 17 | 11 | +6  |
| 카타르   | 11   | 6    | 3  | 2  | 1  | 18 | 7  | +11 |
| 쿠웨이트 | 11   | 6    | 3  | 2  | 1  | 14 | 5  | +9  |
| 파키스탄 | 0    | 6    | 0  | 0  | 6  | 1  | 27 | -26 |

2007년 2월 28일
| 카타르 | 2–2 | 쿠웨이트 | 자심 빈 하마드 스타디움, 도하 |
| 바레인 | 8–0 | 파키스탄 | 바레인 국립경기장, 리파       |

2007년 3월 14일
| 파키스탄 | 0–2 | 카타르 | 진나 스포츠 스타디움, 이슬라마바드       |
| 쿠웨이트 | 3–0 | 바레인 | 알사다쿠아 왈살람 스타디움, 쿠웨이트시티 |

2007년 3월 28일
| 파키스탄 | 0–3 | 쿠웨이트 | 펀자브 스타디움, 라호르 |
| 바레인   | 4–2 | 카타르   | 바레인 국립경기장, 리파 |

2007년 4월 18일
| 쿠웨이트 | 4–0 | 파키스탄 | 알사다쿠아 왈살람 스타디움, 쿠웨이트시티 |
| 카타르   | 4–0 | 바레인   | 자심 빈 하마드 스타디움, 도하            |

2007년 5월 16일
| 파키스탄 | 1–3 | 바레인 | 펀자브 스타디움, 라호르                  |
| 쿠웨이트 | 1–1 | 카타르 | 알사다쿠아 왈살람 스타디움, 쿠웨이트시티 |

2007년 6월 6일
| 카타르 | 7–0 | 파키스탄 | 타니 빈 자심 스타디움, 도하 |
| 바레인 | 2–1 | 쿠웨이트 | 바레인 국립경기장, 리파     |

### B조
| 팀         | 승점 | 경기 | 승 | 무 | 패 | 득 | 실 | 차  |
| ---------- | ---- | ---- | -- | -- | -- | -- | -- | --- |
| 일본       | 18   | 6    | 6  | 0  | 0  | 17 | 2  | +15 |
| 시리아     | 10   | 6    | 3  | 1  | 2  | 9  | 7  | +2  |
| 말레이시아 | 4    | 6    | 1  | 1  | 4  | 4  | 9  | -5  |
| 홍콩       | 3    | 6    | 1  | 0  | 5  | 2  | 14 | -12 |

2007년 2월 28일
| 시리아 | 3–1 | 말레이시아 | 아바시인 경기장, 다마스쿠스 |
| 일본   | 3–0 | 홍콩       | 도쿄 국립경기장, 도쿄       |

2007년 3월 14일
| 홍콩       | 0–2 | 시리아 | 홍콩대구장, 홍콩                |
| 말레이시아 | 1–2 | 일본   | 프탈링자야 스타디움, 프탈링자야 |

2007년 3월 28일
| 홍콩 | 0–1 | 말레이시아 | 웡곡대구장, 홍콩      |
| 일본 | 3–0 | 시리아     | 도쿄 국립경기장, 도쿄 |

2007년 4월 18일
| 말레이시아 | 0–1 | 홍콩 | 프탈링자야 스타디움, 프탈링자야 |
| 시리아     | 0–2 | 일본 | 아바시인 경기장, 다마스쿠스     |

2007년 5월 16일
| 말레이시아 | 0–0 | 시리아 | 프탈링자야 스타디움, 프탈링자야 |
| 홍콩       | 0–4 | 일본   | 홍콩대구장, 홍콩                |

2007년 6월 6일
| 시리아 | 4–1 | 홍콩       | 아바시인 경기장, 다마스쿠스 |
| 일본   | 3–1 | 말레이시아 | 도쿄 국립경기장, 도쿄       |

### C조
| 팀         | 승점 | 경기 | 승 | 무 | 패 | 득 | 실 | 차 |
| ---------- | ---- | ---- | -- | -- | -- | -- | -- | -- |
| 베트남     | 12   | 6    | 4  | 0  | 2  | 8  | 5  | +3 |
| 레바논     | 12   | 5    | 4  | 0  | 1  | 6  | 4  | +2 |
| 오만       | 6    | 5    | 2  | 0  | 3  | 7  | 6  | +1 |
| 인도네시아 | 3    | 6    | 1  | 0  | 5  | 5  | 11 | -6 |

2007년 2월 28일
| 베트남 | 2–0 | 레바논     | 티엔쯔엉 경기장, 남딘           |
| 오만   | 3–0 | 인도네시아 | 술탄 카부스종합운동장, 무스카트 |

2007년 3월 14일
| 인도네시아 | 0–1 | 베트남 | 안디 마탈라타 스타디움, 마카사르 |
| 레바논     | 1–0 | 오만   | 베이루트 시립경기장, 베이루트    |

2007년 3월 28일
| 오만       | 3–1 | 베트남 | 술탄 카부스종합운동장, 무스카트 |
| 인도네시아 | 1–2 | 레바논 | 레박 불루스 스타디움, 자카르타  |

2007년 4월 18일
| 베트남 | 2–0 | 오만       | 미딘 국립경기장, 하노이       |
| 레바논 | 2–1 | 인도네시아 | 베이루트 시립경기장, 베이루트 |

2007년 5월 16일
| 인도네시아 | 2–1 | 오만   | 레박 불루스 스타디움, 자카르타 |
| 레바논     | 1–0 | 베트남 | 베이루트 시립경기장, 베이루트  |

2007년 6월 6일
| 오만   | 취소1 | 레바논     | 술탄 카부스종합운동장, 무스카트 |
| 베트남 | 2–1   | 인도네시아 | 미딘 국립경기장, 하노이         |

1 오만과 레바논의 예선 2차 예선 경기는 사이클론 고누로 인하여 취소되었다.

### D조
| 팀             | 승점 | 경기 | 승 | 무 | 패 | 득 | 실 | 차  |
| -------------- | ---- | ---- | -- | -- | -- | -- | -- | --- |
| 사우디아라비아 | 12   | 6    | 5  | 0  | 1  | 11 | 6  | +5  |
| 오스트레일리아 | 11   | 6    | 3  | 2  | 1  | 11 | 4  | +7  |
| 이란           | 6    | 6    | 1  | 2  | 3  | 6  | 7  | -1  |
| 요르단         | 2    | 6    | 0  | 2  | 4  | 2  | 13 | -11 |

2007년 2월 28일
| 이란   | 0–0 | 오스트레일리아 | 아자디 스타디움, 테헤란 |
| 요르단 | 0–1 | 사우디아라비아 | 암만 국제경기장, 암만   |

2007년 3월 14일
| 오스트레일리아 | 1–1 | 요르단 | 하인드마시 스타디움, 애들레이드          |
| 사우디아라비아 | 1–0 | 이란   | 프린스 모하메드 빈 파흐드 스타디움, 담맘 |

2007년 3월 28일
| 오스트레일리아 | 2–0 | 사우디아라비아 | 하인드마시 스타디움, 애들레이드 |
| 이란           | 0–0 | 요르단         | 아자디 스타디움, 테헤란         |

2007년 4월 18일
| 사우디아라비아 | 2–1 | 오스트레일리아 | 프린스 모하메드 빈 파흐드 스타디움, 담맘 |
| 요르단         | 0–3 | 이란           | 암만 국제경기장, 암만                    |

2007년 5월 16일
| 오스트레일리아 | 3–1 | 이란   | 하인드마시 스타디움, 애들레이드          |
| 사우디아라비아 | 4–1 | 요르단 | 프린스 모하메드 빈 파흐드 스타디움, 담맘 |

2007년 6월 6일
| 요르단 | 0–4 | 오스트레일리아 | 킹 압둘라 2세 스타디움, 암만 |
| 이란   | 2–3 | 사우디아라비아 | 아자디 스타디움, 테헤란      |

### E조
| 팀                     | 승점 | 경기 | 승 | 무 | 패 | 득 | 실 | 차 |
| ---------------------- | ---- | ---- | -- | -- | -- | -- | -- | -- |
| 이라크                 | 12   | 6    | 3  | 3  | 0  | 9  | 4  | +5 |
| 조선민주주의인민공화국 | 11   | 6    | 3  | 2  | 1  | 7  | 4  | +3 |
| 태국                   | 5    | 6    | 1  | 2  | 3  | 3  | 6  | -3 |
| 인도                   | 4    | 6    | 1  | 1  | 4  | 5  | 10 | -5 |

2007년 2월 28일
| 태국   | 0–1 | 조선민주주의인민공화국 | 수파찰라사이 경기장, 방콕              |
| 이라크 | 3–0 | 인도                   | 킹 압둘라 2세 스타디움, 암만 (요르단)2 |

2007년 3월 14일
| 인도                   | 3–0 (몰수)3 | 태국   | 자와할랄 자와할랄 네루 스타디움, 델리 |
| 조선민주주의인민공화국 | 2–2         | 이라크 | 김일성경기장, 평양                    |

2007년 3월 28일
| 이라크 | 1–1 | 태국                   | 프린스 모하메드 경기장, 자르카 (요르단)2 |
| 인도   | 0–2 | 조선민주주의인민공화국 | 자와할랄 자와할랄 네루 스타디움, 델리    |

2007년 4월 18일
| 태국                   | 0–1 | 이라크 | 로열 타이 아미 스타디움, 방콕 |
| 조선민주주의인민공화국 | 2–1 | 인도   | 김일성경기장, 평양            |

2007년 5월 16일
| 조선민주주의인민공화국 | 0–0 | 태국   | 김일성경기장, 평양                    |
| 인도                   | 1–1 | 이라크 | 자와할랄 자와할랄 네루 스타디움, 델리 |

2007년 6월 6일
| 태국   | 2–0 | 인도                   | 라차망칼라 스타디움, 방콕              |
| 이라크 | 1–0 | 조선민주주의인민공화국 | 킹 압둘라 2세 스타디움, 암만 (요르단)2 |

2 이라크는 이라크 전쟁과 관련된 안전 문제로 인하여 인도, 태국, 조선민주주의인민공화국과의 2차 예선 홈 경기를 중립 지대인 요르단에서 치렀다.
3 태국은 인도와의 2차 예선 원정 경기에서 부적격 선수를 출전시킨 사실이 발각되어 0-3 몰수패(원래는 태국의 1-0 승리로 기록되었음)를 당했다.

### F조
| 팀           | 승점 | 경기 | 승 | 무 | 패 | 득 | 실 | 차 |
| ------------ | ---- | ---- | -- | -- | -- | -- | -- | -- |
| 대한민국     | 15   | 6    | 5  | 0  | 1  | 10 | 3  | +7 |
| 우즈베키스탄 | 12   | 6    | 4  | 0  | 2  | 8  | 4  | +4 |
| 아랍에미리트 | 6    | 6    | 2  | 0  | 4  | 7  | 11 | -4 |
| 예멘         | 3    | 6    | 1  | 0  | 5  | 2  | 9  | -7 |

2007년 2월 28일
| 대한민국     | 1–0 | 예멘         | 수원월드컵경기장, 수원          |
| 우즈베키스탄 | 2–1 | 아랍에미리트 | 파흐타코르 중앙경기장, 타슈켄트 |

2007년 3월 14일
| 아랍에미리트 | 1–3 | 대한민국     | 알나흐얀 스타디움, 아부다비           |
| 예멘         | 0–1 | 우즈베키스탄 | 알리 모흐센 알무라이시 스타디움, 사나 |

2007년 3월 28일
| 대한민국 | 2–0 | 우즈베키스탄 | 안산와스타디움, 안산                  |
| 예멘     | 1–2 | 아랍에미리트 | 알리 모흐센 알무라이시 스타디움, 사나 |

2007년 4월 18일
| 우즈베키스탄 | 0–1 | 대한민국 | 파흐타코르 중앙경기장, 타슈켄트 |
| 아랍에미리트 | 2–0 | 예멘     | 샤르자 스타디움, 샤르자         |

2007년 5월 16일
| 예멘         | 1–0 | 대한민국     | 알리 모흐센 알무라이시 스타디움, 사나 |
| 아랍에미리트 | 0–2 | 우즈베키스탄 | 알라시드 스타디움, 두바이             |

2007년 6월 6일
| 대한민국     | 3–1 | 아랍에미리트 | 대전월드컵경기장, 대전      |
| 우즈베키스탄 | 3–0 | 예멘         | 디나모 스타디움, 사마르칸트 |

## 최종 예선
최종 예선은 네 팀씩 3개 조로 나뉘어 2007년 8월 22일부터 11월 21일까지 진행되었다. 각 조의 1위 팀만이 아시아를 대표하여 개최국 중국과 함께 올림픽 본선에 참가하게 된다.

### 시드 배정
최종 예선 조 추첨은 2007년 6월 13일에 말레이시아 쿠알라룸푸르에서 열렸다. 최종 예선에 진출한 팀들은 2004년 하계 올림픽 축구 남자 본선, 2004년 하계 올림픽 축구 남자 아시아 지역 예선 성적을 기준으로 하여 시드를 배정받았다.
| 포트 1                   | 포트 2                           | 포트 3                               | 포트 4                                 |
| ------------------------ | -------------------------------- | ------------------------------------ | -------------------------------------- |
| 대한민국 · 일본 · 이라크 | 사우디아라비아 · 바레인 · 레바논 | 조선민주주의인민공화국 카타르 시리아 | 우즈베키스탄 · 베트남 · 오스트레일리아 |

### A조
| 팀                     | 승점 | 경기 | 승 | 무 | 패 | 득 | 실 | 차  |
| ---------------------- | ---- | ---- | -- | -- | -- | -- | -- | --- |
| 오스트레일리아         | 12   | 6    | 3  | 3  | 0  | 7  | 1  | +6  |
| 이라크                 | 11   | 6    | 3  | 2  | 1  | 12 | 4  | +8  |
| 조선민주주의인민공화국 | 5    | 6    | 1  | 2  | 3  | 3  | 6  | -3  |
| 레바논                 | 4    | 6    | 1  | 1  | 4  | 4  | 15 | -11 |

2007년 8월 22일
| 이라크                 | 0–0 | 오스트레일리아 | 아흐메드 빈 알리 스타디움, 알라이얀 (카타르)1 |
| 조선민주주의인민공화국 | 0–1 | 레바논         | 김일성경기장, 평양                            |

2007년 9월 8일
| 오스트레일리아 | 1–0 | 조선민주주의인민공화국 | 뉴캐슬 국제 스포츠 센터, 뉴캐슬 |
| 레바논         | 0–5 | 이라크                 | 베이루트 시립경기장, 베이루트   |

2007년 9월 12일
| 오스트레일리아 | 3–0 | 레바논                 | 센트럴코스트 스타디움, 고스퍼드               |
| 이라크         | 2–0 | 조선민주주의인민공화국 | 아흐메드 빈 알리 스타디움, 알라이얀 (카타르)1 |

2007년 10월 17일
| 레바논                 | 0–0 | 오스트레일리아 | 베이루트 시립경기장, 베이루트 |
| 조선민주주의인민공화국 | 0–0 | 이라크         | 김일성경기장, 평양            |

2007년 11월 17일
| 오스트레일리아 | 2–0 | 이라크                 | 센트럴코스트 스타디움, 고스퍼드 |
| 레바논         | 1–2 | 조선민주주의인민공화국 | 베이루트 시립경기장, 베이루트   |

2007년 11월 21일
| 이라크                 | 5–2 | 레바논         | 아흐메드 빈 알리 스타디움, 알라이얀 (카타르)1 |
| 조선민주주의인민공화국 | 1–1 | 오스트레일리아 | 김일성경기장, 평양                            |

1 이라크는 이라크 전쟁과 관련된 안전 문제로 인하여 오스트레일리아, 조선민주주의인민공화국, 레바논과의 최종 예선 홈 경기를 중립 지대인 카타르에서 치렀다.

### B조
| 팀           | 승점 | 경기 | 승 | 무 | 패 | 득 | 실 | 차 |
| ------------ | ---- | ---- | -- | -- | -- | -- | -- | -- |
| 대한민국     | 12   | 6    | 3  | 3  | 0  | 4  | 1  | +3 |
| 바레인       | 11   | 6    | 3  | 2  | 1  | 7  | 4  | +3 |
| 시리아       | 4    | 6    | 0  | 4  | 2  | 5  | 7  | -2 |
| 우즈베키스탄 | 3    | 6    | 0  | 3  | 3  | 5  | 9  | -4 |

2007년 8월 22일
| 대한민국 | 2–1 | 우즈베키스탄 | 서울월드컵경기장, 서울      |
| 시리아   | 1–2 | 바레인       | 알함다니아 스타디움, 알레포 |

2007년 9월 8일
| 우즈베키스탄 | 0–0 | 시리아   | 디나모 스타디움, 사마르칸트 |
| 바레인       | 0–1 | 대한민국 | 바레인 국립경기장, 리파     |

2007년 9월 12일
| 우즈베키스탄 | 1–2 | 바레인 | 파흐타코르 중앙경기장, 타슈켄트 |
| 대한민국     | 1–0 | 시리아 | 서울월드컵경기장, 서울          |

2007년 10월 17일
| 바레인 | 2–0 | 우즈베키스탄 | 바레인 국립경기장, 리파     |
| 시리아 | 0–0 | 대한민국     | 아바시인 경기장, 다마스쿠스 |

2007년 11월 17일
| 우즈베키스탄 | 0–0 | 대한민국 | 파흐타코르 중앙경기장, 타슈켄트 |
| 바레인       | 1–1 | 시리아   | 바레인 국립경기장, 리파         |

2007년 11월 21일
| 대한민국 | 0–0 | 바레인       | 서울월드컵경기장, 서울      |
| 시리아   | 3–3 | 우즈베키스탄 | 아바시인 경기장, 다마스쿠스 |

### C조
| 팀             | 승점 | 경기 | 승 | 무 | 패 | 득 | 실 | 차 |
| -------------- | ---- | ---- | -- | -- | -- | -- | -- | -- |
| 일본           | 11   | 6    | 3  | 2  | 1  | 7  | 2  | +5 |
| 카타르         | 10   | 6    | 3  | 1  | 2  | 8  | 6  | +2 |
| 사우디아라비아 | 9    | 6    | 2  | 3  | 1  | 5  | 3  | +2 |
| 베트남         | 2    | 6    | 0  | 2  | 4  | 3  | 12 | -9 |

2007년 8월 22일
| 일본   | 1–0 | 베트남         | 도쿄 국립경기장, 도쿄         |
| 카타르 | 1–0 | 사우디아라비아 | 자심 빈 하마드 스타디움, 도하 |

2007년 9월 8일
| 베트남         | 1–1 | 카타르 | 미딘 국립경기장, 하노이                  |
| 사우디아라비아 | 0–0 | 일본   | 프린스 모하메드 빈 파흐드 스타디움, 담맘 |

2007년 9월 12일
| 베트남 | 1–1 | 사우디아라비아 | 미딘 국립경기장, 하노이 |
| 일본   | 1–0 | 카타르         | 도쿄 국립경기장, 도쿄   |

2007년 10월 17일
| 사우디아라비아 | 2–0 | 베트남 | 프린스 모하메드 빈 파흐드 스타디움, 담맘 |
| 카타르         | 2–1 | 일본   | 자심 빈 하마드 스타디움, 도하            |

2007년 11월 17일
| 베트남         | 0–4 | 일본   | 미딘 국립경기장, 하노이                  |
| 사우디아라비아 | 2–1 | 카타르 | 프린스 모하메드 빈 파흐드 스타디움, 담맘 |

2007년 11월 21일
| 일본   | 0–0 | 사우디아라비아 | 도쿄 국립경기장, 도쿄         |
| 카타르 | 3–1 | 베트남         | 자심 빈 하마드 스타디움, 도하 |

## 최종 진출팀
- 중화인민공화국 (개최국)
- 오스트레일리아 (A조 1위)
- 대한민국 (B조 1위)
- 일본 (C조 1위)

## 같이 보기
- 2008년 하계 올림픽 축구 여자 아시아 지역 예선